# Tébessa
Tébessa (in berbero: Tibest; in arabo تبسة‎?) è una città dell'Algeria sita ad 800 metri di altezza, capoluogo degli omonimi provincia  e distretto. Si trova a circa 20 km dal confine con la Tunisia.

## Storia
Corrispondente all'antica Theveste, la città prese il nome attuale nel 1851, quando fu occupata dall' Impero coloniale francese.
La città è legata al Santo romano Massimiliano che divenne martire per rifiutare il servizio militare.